# Devuan
Devuan GNU+Linux es un ramal del sistema operativo libre Debian GNU/Linux, cuyo objetivo es prescindir del sistema de inicio systemd. El nombre es un acrónimo de Debian y VUA, siglas para «Veteran UNIX Admins» (Administradores veteranos de UNIX).

## Historia
En 2014 el comité técnico de Debian decidió en una polémica encuesta usar como sistema de inicio el proceso systemd por defecto en la, en ese entonces, futura versión Jessie.
Esto ocasionó un profundo malestar en la comunidad e hizo que, después de unos meses, varios desarrolladores crearan una nueva distribución basada en Debian pero ya sin systemd como sistema de inicio.
La versión estable 1.0.0 fue publicada el 25 de mayo de 2017 basada en Jessie.

## Características
El objetivo principal de la distribución es contar con un sistema estable como Debian pero sin la dependencia de systemd. Ofrece por omisión SysVinit con un núcleo linux 5.10.18 para arquitecturas amd64, i386, arm64, armel, armhf. Por defecto proporciona al usuario el escritorio XFCE, pero permite instalar escritorios alternativos y gestores de ventanas.
Al estar basada en Debian hace uso de paquetes deb, que mantiene en su propia infraestructura para evitar mezclar las dependencias. Con la dependencia "apt-transport-tor" es posible obtener paquetes mediante la red Tor.